# XM806
XM806 hay LW50MG (Lightweight.50 Caliber Machine Gun) là loại súng máy hạng nặng do hãng General Dynamics của Hoa Kỳ phát triển vào năm 2009. Đây là loại súng tách ra từ XM307 và XM312 vốn không được thành công trong việc giới thiệu đưa vào sử dụng trong lực lượng quân đội Hoa Kỳ. Súng được phát triển với dự định sẽ được trang bị cho các lực lượng có độ cơ động cao như lính dù hay các đơn vị đặc biệt khác cũng như thay thế súng M2 Browning trên các phương tiện cơ giới.
Không may là chương trình phát triển loại súng này đã bị ngừng vào năm 2012 do lực lượng quân đội Hoa Kỳ đã cắt ngân sách phát triển của chương trình để dành chuyển qua nâng cấp các khẩu M2A1 khi mà ngân sách dành cho quân đội bị cắt giảm.

## Thiết kế
XM806 có cơ chế hoạt động giống như của XM312 là nạp đạn bằng khí nén cùng khóa nòng xoay cùng với một hệ thống lùi nòng để giảm độ giật khi bắn loại súng này giúp giảm độ giật nhiều hơn đến 60% so với M2. Hệ thống lùi nòng gồm nòng súng và các bộ phận nạp dạn được làm thành một khối thống nhất để tất cả cùng di chuyển khi nòng bị đẩy ra phía sau lúc bắn. Khi một viên đạn được bắn thì độ phản lực tạo ra sẽ đẩy nòng (tức toàn bộ khối) di chuyển ra phía sau vào vị trí gần nơi nạp đạn để chuẩn bị nạp viên đạn mới, đồng thời khi khối di chuyển khí nén do viên đạn tạo ra trong nòng súng sẽ được trích vào ống trích khí làm khóa nòng xoay mở khóa và di chuyển ra phía sau đẩy vỏ đạn cũ ra ngoài và nạp viên đạn mới vào. Lò xo nằm phía sau khối này sẽ đẩy hệ thống trở về chỗ cũ. Nhưng khi bắn liên tục thì lúc khối vẫn di chuyển lên phía trên để trở về chỗ cũ nó sẽ khai hỏa tiếp để quán tính của khối và độ giật sinh ra khi viên đạn tiếp theo được bắn sẽ triệt tiêu lẫn nhau một lượng đủ để vẫn có thể hoạt động nhưng độ giật sẽ được giảm đi nhiều với các quả bắn sau sau cú giật mạnh ban đầu. Hệ thống này hiệu quả trong việc giảm giật khi bắn liên tục các loại đạn mạnh nhưng rất phức tạp để chế tạo và bảo trì, chi phí khá mắc cũng như cơ chế lùi nòng làm giảm tốc độ bắn. Súng có tốc độ bắn nhanh hơn XM312 nhưng vẫn chậm hơn M2.
XM806 có thể gắn trên các phương tiện cơ giới hay được mang đi bởi một nhóm 2 người và gắn trên bệ chống ba chân khi chiến đấu. Nó cũng nâng cấp các tính năng an toàn cũng như dễ tháo ráp hơn. Hệ thống nhắm cơ bản của súng là các hệ thống nhắm quang điện tử gắn trên thanh răng có thể thay đổi khi cần.